# Список глав государств в 1602 году
| 1601 ← Список глав государств по годам → 1603 |

## Азия
- Бруней — Абдул Джалил Акбар, султан (1598—1659)
- Бухарское ханство — Баки Мухаммад, хан (1599—1605)
- Великих Моголов империя — Акбар I Великий, падишах (1556—1605)
- Грузинское царство — 
  -  Гурийское княжество — Мамия II Гуриели, князь (1600—1625)
  -  Имеретинское царство — Ростом, царь (1588—1589, 1590—1605)
  -  Кахетинское царство — 
    - Давид I, царь (1601—1602)
    - Александр II, царь (1574—1601, 1602—1605)

  -  Картлийское царство — Георгий X, царь (1600—1606)
  -  Мегрельское княжество — Манучар I Дадиани, князь (1590—1611)
  - Самцхе-Саатабаго — Манучар II, атабег (1581 — 1614)
- Дайвьет — 
  - Мак Кинь Кунг, император (династия Мак, на севере) (1593—1621)
  - Ле Кинь-тонг, император (династия Ле, на юге) (1599—1619)
- Индия —
  - Амбер (Джайпур) — Ман Сингх I, раджа[кат.] (1589—1614)
  - Араккал[англ.] — Абубакар I, али раджа[англ.] (1591—1607)
  - Ахмаднагарский султанат — Муртаза Низам-шах II, султан (1600—1610)
  - Ахом — Сукхаамфа, махараджа[англ.] (1552—1603)
  - Бидарский султанат — Али Барид-шах III, султан (1601—1609)
  - Биджапурский султанат — Ибрагим Адил Шах II, султан (1580—1627)
  - Биканер — Раи Сингх I, раджа[англ.] (1574—1612)
  - Бунди — Бхож Сингх, раджа (1585—1608)
  - Бхавнагар — Дхунажи Висожи, раджа (1600—1619)
  - Виджаянагарская империя — Венкатапати II, махараджадхираджа (1586—1614)
  - Голконда — Мухаммад Кули Кутб-шах, султан[англ.] (1580—1611)
  - Гулер[англ.] — Джагдиш Чанд, раджа[англ.] (1570—1605)
  - Джайнтия[англ.] — Дхан Маник, раджа[англ.] (1596—1612)
  - Джайсалмер — Бхим Сингх, раджа (1578—1624)
  - Джалавад (Дрангадхра) — Чандрасинхжи Раисинжи, сахиб (1584—1628)
  - Дженкантал[англ.] — Локнат Рэй Сингх, раджа[кат.] (1594—1615)
  - Джхабуа — Кешо Дас, раджа (1584—1607)
  - Дунгарпур — Саха Маль, раджа (1580—1606)
  - Кач — Бхармалджи I, раджа (1585—1631)
  - Качари — Индрапратап Найрайян, царь (ок. 1601 — ок. 1613)
  - Келади[англ.] — Хирия Венкатаппа Найяка, раджа[англ.] (1586—1629)
  - Кочин — Керала Варма II, махараджа (1601—1615)
  - Куч-Бихар — Лакшми Нарайян, раджа (1586—1621)
  - Ладакх — 
    - Намгьял Гонпо, раджа[англ.] (ок.1595—1610)
    - Джамьянг Намгьял, раджа[англ.] (ок.1595 — 1616)

  - Мадурай — Мутту Кришнаппа Найяка, раджа (1602—1609)
  - Майсур — Раджа Водеяр I, махараджа (1578—1617)
  - Манди — Кешаб Сен, раджа (1595—1616)
  - Манипур — Хагемба, раджа[англ.] (1597—1652)
  - Марвар (Джодхпур) — Сур Сингх, раджа (1595—1619)
  - Мевар — Амар Сингх I, махарана (1597—1620)
  - Наванагар — Сатаджи Вибхаджи, джам (1569—1608)
  - Орчха — Рам Шах, раджа (1592—1605)
  - Пратабгарх — Синха Сингх, махараджа (1597—1627)
  - Рева — Бирбхадра Сингх, раджа (1593—1618)
  - Самбалпур[англ.] — Джаи Сингх, раджа[англ.] (1578—1611)
  - Синд (династия Тархан) — Гази Бег Тархан, мирза[англ.] (1599—1612)
  - Сирохи — Султан Сингх I, раджа (1572—1610)
  - Сонепур — Мадан Гопал Сингх Део, раджа (1556—1606)
  - Сукет — Дип Сен, раджа (1590—1620)
  - Танджавур — Ашутхаппа Найяк, раджа (1580—1614)
  - Чамба — Балбхадра Верман, раджа (1589—1613)
  - Читрадурга[англ.] — 
    - Мадакари Найяка I, найяк[англ.] (1588—1602)
    - Кастури Рангаппа Найяка I, найяк[англ.] (1602—1652)

  - Читрал — Мухтаррам Шах Катор I, мехтар (1585—1655)
- Индонезия —
  - Аче — Алауддин Риаят Шах Саид аль-Мукаммал, султан (1589—1604)
  - Бантам — Абу аль-Мафахир Махмуд Абдулкадир, султан (1596—1647)
  - Бачан — Алауддин I, султан[англ.] (1581 — ок. 1609)
  - Матарам — Панембахан Ханьякравати, султансултан (1601—1613)
  - Сулу — Батарах Шах Тенгах, султан[англ.] (1596—1608)
  - Тернате — Саид Баракат Шах, султан (1583—1606)
  - Тидоре — Моле Мажиму, султан[англ.] (1599—1627)
  - Чиребон[англ.] — Панембахан Рату, султан[англ.] (1570—1649)
- Иран (Сефевиды) — Аббас I Великий, шахиншах (1587—1629)
- Казахское ханство — Есим, хан (1598—1628)
- Камбоджа — Понхеа Нхом, король[англ.] (1600—1603)
- Китай (Империя Мин)  — Ваньли (Чжу Ицзюнь), император (1572—1620)
- Лансанг  — Воравонгса II, король (1596—1621)
- Малайзия — 
  - Джохор — Алауддин Риайят Шах III, Султан[англ.] (1597—1615)
  - Кедах — 
    - Муджаффар Шах III, султан[англ.] (1547—1602)
    - Сулейман Шах II, султан[англ.] (1602—1626)

  - Келантан — 
    - Мухаммад ибн аль-Мархум, султан[англ.] (1597—1602)
    - Адил уд-дин ибн аль-Мархум, султан[англ.] (1579—1597, 1602—1605)

  - Паттани — Рату Хиджау, королева (1584—1616)
  - Паханг — Абдул Гафур Мухиуддин Шах, султан (1592—1614)
  - Перак — Алауддин Рийят Шах, султан (1594—1603)
- Мальдивы — Дон Жоао, султан (1583—1603)
- Могулистан — Абдураим, хан (в Восточном Могулистане)  (1591—1636)
- Могулия (Яркендское ханство) — Мухаммад III, хан  (1591—1610)
- Монгольская империя (Северная Юань) — Буян-Сэцэн, великий хан (1592—1603)
- Мьянма — 
  - Аракан (Мьяу-У) — Разаги, царь[англ.] (1593—1612)
  - Таунгу — Ньяунджан, царь[англ.]  (1599—1605)
- Непал (династия Малла) —
  - Бхактапур — Трелокья Малла, раджа[англ.] (1560—1613)
  - Катманду (Кантипур) — Шивасимха Малла, раджа[англ.] (1583—1620)
  - Лалитпур — Нарихара Симха, раджа[англ.] (ок.1600 — 1609)
- Ногайская Орда — Иштеряк, бий (1600—1619)
- Оман — Абдалла ибн Мухаммед, имам (1560—1624)
- Османская империя — Мехмед III, султан (1595—1603)
  - Рамазаногуллары (Рамаданиды) — Пир Мансур, бей (1594—1608)
- Рюкю — Сё Нэй, ван (1588—1620)
- Саравак[англ.] — Ибрагим Али Омар Шах (Тенга), султан[англ.] (1599—1641)
- Сибирское ханство — Али, хан (1598—1607)
- Таиланд — 
  - Аютия — Наресуан (Санпхет II), король (1590—1605)
  - Ланнатай — Ноэратха Минсо, король[англ.] (1579—1607/1608)
- Тибет — Нгаванг Дракпа Гяльцен, гонгма[англ.] (1554—1556/1557, 1576—1603/1604)
- Филиппины — 
  - Магинданао — Лаут Буисан, султан (1597—1619)
- Хивинское ханство (Хорезм) — Хаджи Мухаммад, хан (1558—1603)
- Чосон  — Сонджо, ван (1567—1608)
- Шри-Ланка — 
  - Джафна — Этиримана Синкам, царь[фр.] (1591—1617)
  - Канди — Вималадхармасурия I, царь[англ.] (1592—1604)
- Япония — Го-Ёдзэй (Катахито), император (1586—1611)

## Америка
- Новая Испания — Гаспар де Суньига Монтеррей, вице-король (1595—1603)
- Перу — Луис де Веласко-и-Кастилья, вице-король (1596—1604)

## Африка
- Аусса — Сабраддин Адан, имам (1585—1613)
- Багирми — Абдалла, султан (1568—1608)
- Бамум — Нгапна, мфон (султан)[англ.] (1590—1629)
- Бени-Аббас[англ.] — Сиди Насёр эль-Мокрани, султан[фр.] (1600—1620)
- Бенинское царство — 
  - Эхенгбуда, оба[англ.] (1580—1602)
  - Охуан, оба[англ.] (1602—1656)
- Борну — Мухаммад VI Букальмарами, маи[нем.] (1596—1612)
- Буганда — Сууна I, кабака (ок. 1584 — ок. 1614)
- Варсангали[англ.] — Абдаль, султан[кат.] (1585—1612)
- Вогодого — Гилига, нааба (ок. 1600 — ок. 1620)
- Гаро (Боша) — Магела, тато[англ.] (ок. 1600— ок. 1630)
- Дагомея — Гани Эссу, ахосу (ок. 1580 — ок. 1620)
- Денди[англ.] — Харун Данкатайя, аскья[англ.] (1599—1611)
- Джолоф — Гиреун Бури Диелен, буур-ба[англ.] (1597—1605)
- Имерина — Раламбо, король[англ.] (1575—1612)
- Кайор — Хуредья, дамель (1600—1610)
- Кано[англ.] — Мухаммад Заки, султан[англ.] (1582—1618)
- Каффа — неизвестный царь (ок. 1565 — ок. 1605)
- Конго — Альваро II, маниконго[англ.] (1587 — 1614)
- Мали — Махмуд IV (Мамаду III), манса (ок. 1590 — ок. 1610)
- Марокко (Саадиты) — Ахмад II аль-Мансур, султан (1578—1603)
- Массина — Хаммади II, ардо (1583—1603)
- Мутапа — Гатси Русере, мвенемутапа[англ.] (1589—1623)
- Ндонго — Мбанди а Нгола, нгола[англ.] (1592—1617)
- Нри[англ.] — Агу, эзе[англ.] (1583—1676)
- Руанда — Кигели II, мвами (1576—1609)
- Салум — Маад Малеотан Диуф, маад (1567—1612)
- Свазиленд (Эватини) — Нкоси II, вождь (ок. 1600 — 1640)
- Сеннар — Унса I, мек (1592—1604)
- Твифо-Хеман (Акваму)[англ.] — Акотия, аквамухене (1595—1610)
- Эфиопия — Ягоб (Малак-Сагад II), император (1597—1603)

## Европа
- Англия — Елизавета I, королева (1558—1603)
- Андорра —
  - Генрих III, король Наварры, князь-соправитель (1572—1610)
  - Андрес Капелья, епископ Урхельский, князь-соправитель (1588—1609)
- Валахия — 
  - Раду Михня, господарь (1601—1602, 1611, 1611—1616, 1620—1623)
  - Симион Могила, господарь (1600—1601, 1602)
  - Раду X Щербан, господарь (1602—1610, 1611)
- Венгрия — Рудольф II, король (1576—1608)
- Дания — Кристиан IV, король (1588—1648)
- Ирландия —
  - Тир Эогайн — Хью О’Нилл, король (1593—1607)
- Испания — Филипп III, король (1598—1621)
- Италия —
  - Венецианская республика — Марино Гримани, дож (1595—1605)
  - Гвасталла — Ферранте II Гонзага, граф (1575—1621)
  - Генуэзская республика — Агостино Дориа, дож (1601—1603)
  - Мантуя — Винченцо I Гонзага, герцог (1587—1612)
  - Масса и Каррара — Альберико I, князь (1568—1623)
  - Модена и Реджо — Чезаре д’Эсте, герцог (1597—1628)
  - Монтекьяруголо — Помпонио Торелли, граф (1545—1608)
  - Пармское герцогство — Рануччо I Фарнезе, герцог (1592—1622)
  - Пьомбино — Якопо VII Аппиани, князь (1589—1603)
  - Тосканское герцогство — Фердинандо I, великий герцог (1587—1609)
  - Урбино — Франческо Мария II делла Ровере, герцог (1574—1621, 1623—1631)
- Крымское ханство — Газы II Герай, хан (1588—1596, 1596—1607)
- Молдавское княжество — Иеремия Могила, господарь (1595—1600, 1600—1606)
- Монако — Эркюль, сеньор (1589—1604)
- Наварра — Генрих III, король (1572—1610)
- Нидерланды (Республика Соединённых провинций) — Мориц Оранский, штатгальтер (1585—1625)
- Норвегия — Кристиан IV, король (1588—1648)
- Папская область — Климент VIII, папа (1592—1605)
- Португалия — Филипп II (король Испании Филипп III), король (1598—1621)
- Речь Посполитая — Сигизмунд III Ваза, король Польши и великий князь Литовский (1587—1632)
  -  Курляндия и Семигалия —
    - Вильгельм, герцог (в Курляндии) (1595—1617)
    - Фридрих, герцог (в Семигалии) (1595—1617)
- Русское царство — Борис Фёдорович Годунов, царь (1598—1605)
- Священная Римская империя — Рудольф II, император (1576—1612)
  - Австрия — Рудольф V (император Рудольф II), эрцгерцог (1576—1608)
    - Внутренняя Австрия — Фердинанд II, эрцгерцог (1590—1619)

  - Ангальт — 
    - Иоганн Георг I, князь (1586—1603)
    - Кристиан I, князь (1586—1603)
    - Август, князь (1586—1603)
    - Рудольф, князь (1586—1603)
    - Людвиг I, князь (1586—1603)

  - Ансбах — Георг Фридрих, маркграф (1543—1603)
  - Бавария — Максимилиан I, герцог (1597—1623)
  - Баден —
    - Баден-Баден — Вильгельм, маркграф (1596—1677)
    - Баден-Дурлах — Эрнст Фридрих, маркграф (1584—1604)
    - Баден-Родемахерн[нем.] — Филипп III, маркграф[нем.] (1588—1620)

  - Байрет (Кульмбах) — Георг Фридрих, маркграф (1553—1603)
  - Бранденбург — Иоахим III Фридрих, курфюрст (1598—1608)
  - Брауншвейг —
    - Брауншвейг-Вольфенбюттель — Генрих Юлий, герцог (1589—1613)
    - Брауншвейг-Люнебург — Эрнст II, герцог (1592—1611)

  - Вальдек —
    - Кристиан, граф (1588—1607)
    - Вольрад IV, граф (1588—1607)

  - Восточная Фризия — Энно III, граф (1599—1625)
  - Вюртемберг — Фридрих I, герцог (1593—1608)
  - Ганау —
    - Ганау-Лихтенберг — Иоганн Рейнхард I, граф[англ.] (1599—1625)
    - Ганау-Мюнценберг — Филипп Людвиг II, граф[англ.] (1580—1612)

  - Гессен —  
    - Гессен-Дармштадт — Людвиг V, ландграф (1596—1626)
    - Гессен-Кассель — Мориц, ландграф (1592—1627)
    - Гессен-Марбург — Людвиг IV, ландграф (1567—1604)

  - Гогенцоллерн-Гехинген — Эйтель Фридрих IV, граф (1576—1605)
  - Гогенцоллерн-Зигмаринген — Карл II, граф (1576—1606)
  - Гогенцоллерн-Хайгерлох — Иоганн Кристоф, граф (1592—1620)
  - Гольштейн-Готторп — Иоганн Адольф, герцог (1590—1616)
  - Гольштейн-Пиннеберг — Эрнст, граф (1601—1622)
  - Кёльнское курфюршество — Эрнст Баварский, курфюрст (1583—1612)
  - Лотарингия — Карл III, герцог (1545—1608)
  - Майнцское курфюршество — Иоганн Адам фон Бикен, курфюрст (1601—1604)
  - Мекленбург —
    - Мекленбург-Гюстров — Ульрих, герцог (1555—1603)
    - Мекленбург-Шверин[англ.] — 
      - Адольф Фридрих I, герцог (1592—1610, 1621—1658)
      - Иоганн Альбрехт II, герцог (1592—1610)

  - Монбельяр — Фридрих Вюртембергский, граф (1558—1608)
  - Нассау —
    - Нассау-Вейльбург — 
      - Иоганн Казимир, граф (1593—1602)
      - Филипп IV, граф (1559—1602)
      - Людвиг II, граф (1593—1627)

    - Нассау-Висбаден-Идштейн[нем.] — Иоганн Людвиг II, граф (1596—1605)
    -  Нассау-Дилленбург[англ.] — Иоганн VI, граф (1559—1606)
    -  Нассау-Отвайлер[нем.] — 
      - Людвиг II, граф[нем.] (1593—1602)
      - в 1602 году объединено с Нассау-Вейльбургом

    - Нассау-Саарбрюккен — 
      - Филипп III (Филипп IV Нассау-Вейльбургский), граф (1574—1602)
      - Людвиг II, граф (1602—1627)

  - Ольденбург — Иоганн VII, граф (1573—1603)
  - Померания —
    - Померания-Барт — Богуслав XIII, герцог (1569—1605)
    - Померания-Вольгаст — Филипп Юлий, герцог (1592—1625)
    - Померания-Дарлово — Казимир VII, герцог (1600—1605)
    - Померания-Штеттин (Щецин) — Барним X, герцог (1600—1603)

  - Пруссия — Альбрехт Фридрих, герцог (1568—1618)
  - Пфальц — Фридрих IV, курфюрст (1583—1610)
    - Пфальц-Биркенфельд[англ.] — Георг Вильгельм, пфальцграф[англ.] (1600—1669)
    - Пфальц-Биркенфельд-Бишвейлер[англ.] — Кристиан I, пфальцграф[англ.] (1600—1654)
    - Пфальц-Зульцбах — Отто Генрих, пфальцграф (1569—1604)
    - Пфальц-Нойбург — Филипп Людвиг, пфальцграф (1569—1614)
    - Пфальц-Цвейбрюккен — Иоганн I, пфальцграф (1569—1604)

  - Савойя — Карл Эммануил I, герцог (1580—1630)
  - Саксония — Кристиан II, курфюрст (1591—1611)
    - Саксен-Веймар — 
      - Фридрих Вильгельм I, герцог (1573—1602)
      - Иоганн III, герцог (1602—1605)

    - Саксен-Кобург — Иоганн Казимир, герцог (1572—1633)
    - Саксен-Ратцебург-Лауэнбург — 
      - Франц II, герцог (1581—1619)
      - Морис, герцог (1581—1612)

    - Саксен-Эйзенах — Иоганн Эрнст, герцог (1596—1638)

  - Трирское курфюршество — Лотарь фон Меттерних, курфюрст (1599—1623)
  - Чехия — Рудольф II, король (1576—1611)
    - Силезские княжества —
      - Бжегское, Волувское и Легницкое княжества — 
        - Иоахим Фридрих Бжегский, князь (1595—1602)
        - Иоганн Кристиан Бжегский, князь (1602—1612)
        - Георг Рудольф Легницкий, князь (1602—1612)

      - Олавское княжество — 
        - Иоахим Фридрих Бжегский, князь (1586—1592, 1594—1602)
        - Анна Мария Ангальтская, княгиня (1602—1605)

      - Олесницкое княжество — Карл II Мюнстербергский, князь (1565—1617)
      - Тешинское (Цешинское) княжество — Адам Вацлав, князь (1579—1617)

  - Шварцбург-Рудольштадт — Альбрехт VII, граф (1583—1605)
  - Юлих-Клеве-Берг — Иоганн Вильгельм, герцог (1592—1609)
- Трансильвания — Жигмонд Батори, князь[англ.] (1581—1599, 1601—1602)
- Франция — Генрих IV, король (1589—1610)
  - Овернь — Шарль де Валуа, граф (1589—1606)
- Швеция — Карл IX, регент (1599—1604)
- Шотландия — Яков VI, король (1567—1625)

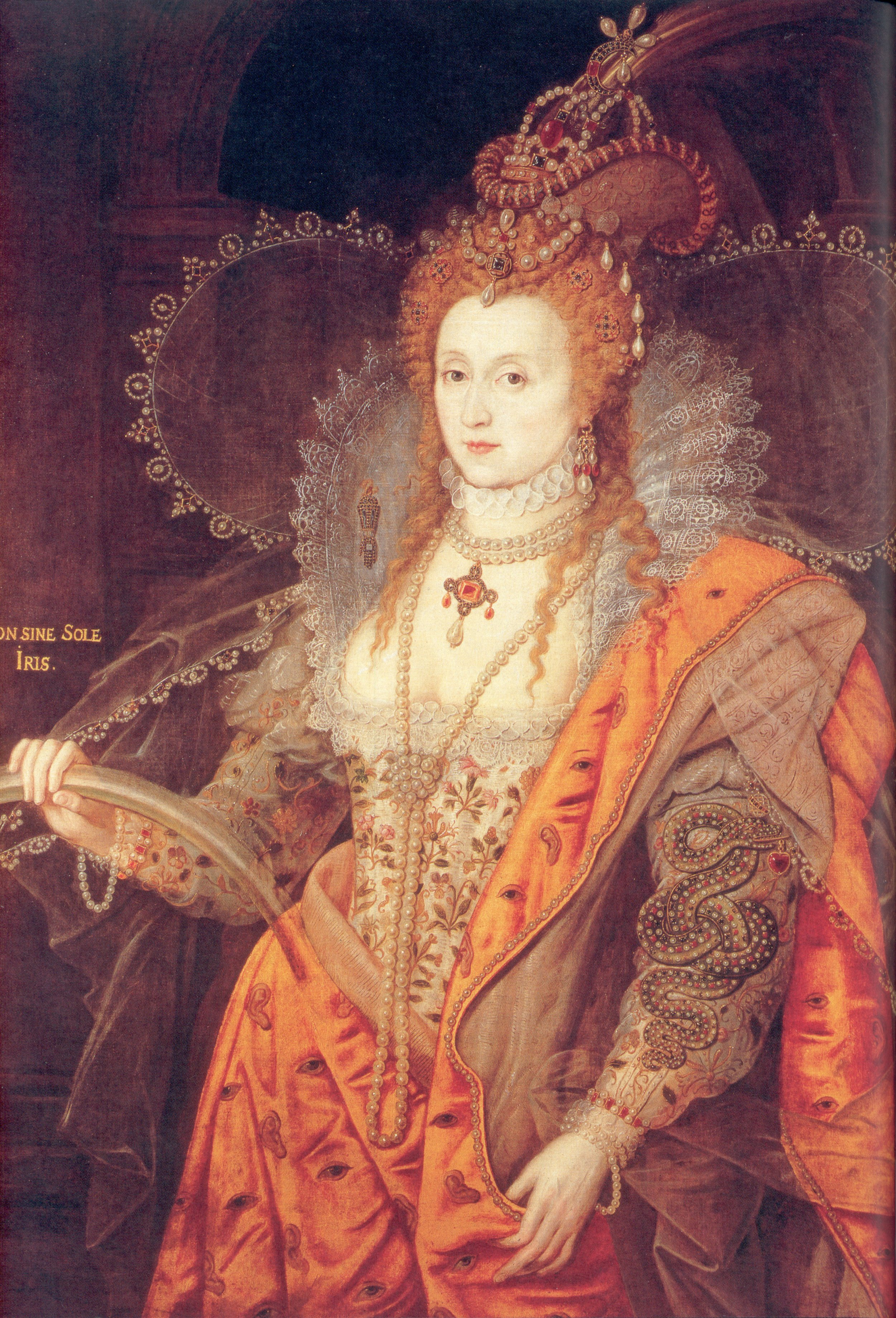
Елизавета I 1558-1603 Королева Англии
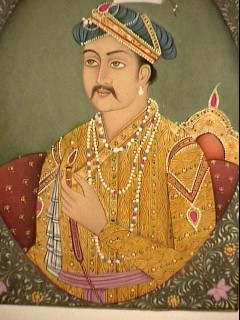
Акбар I Великий 1556-1605 Падишах империи Великих Моголов
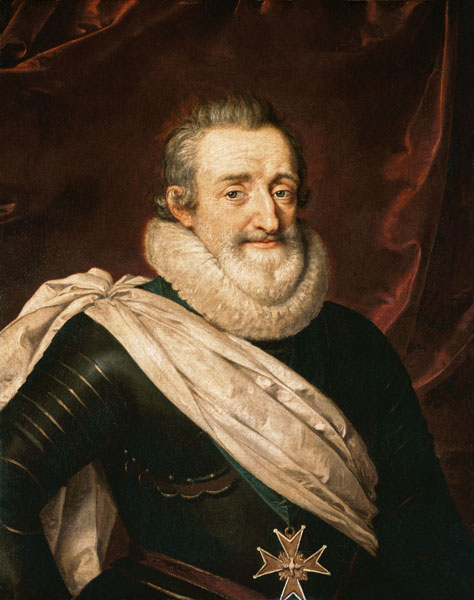
Генрих IV 1589-1610 Король Франции и Наварры
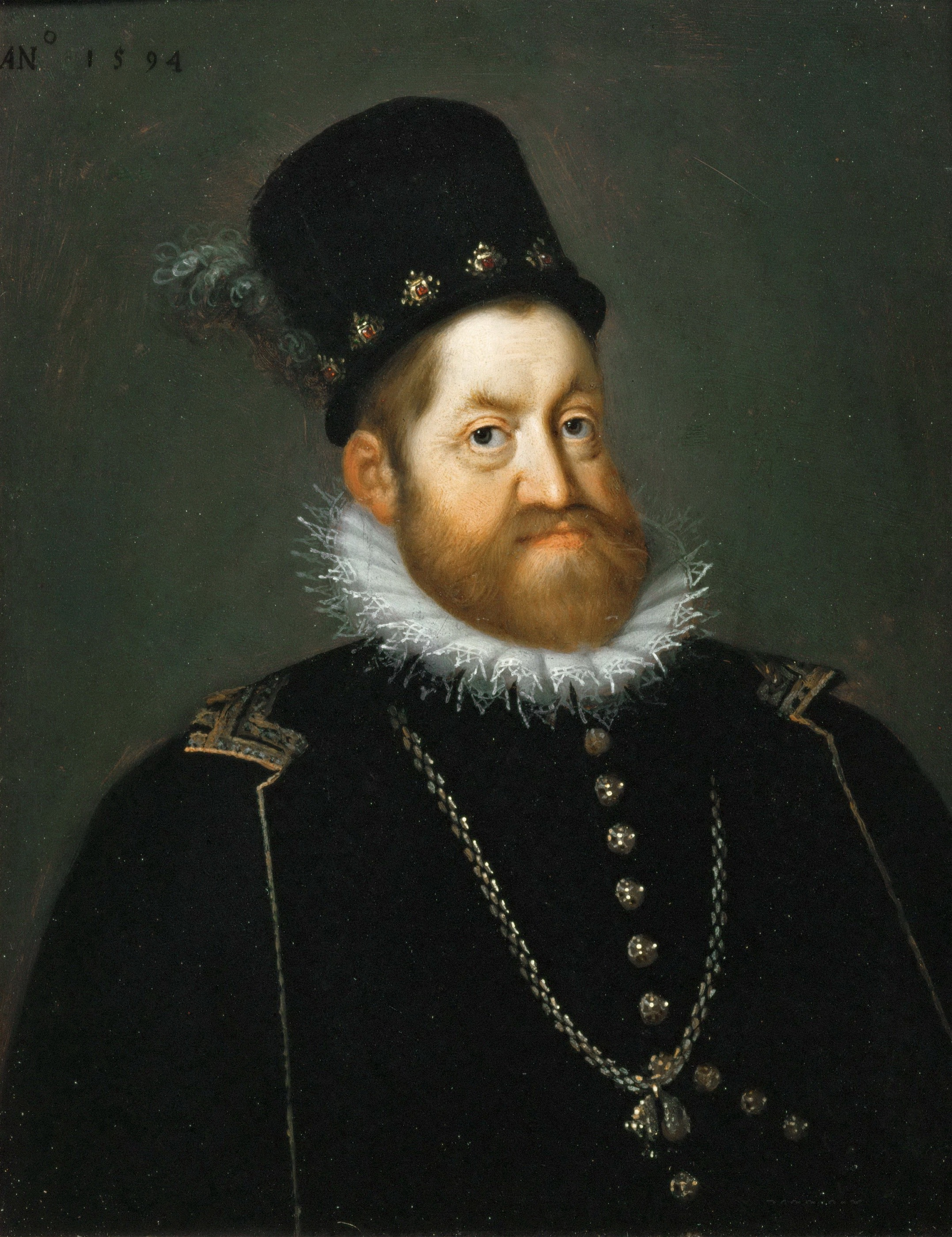
Рудольф II 1576-1612 Император Священной Римской империи, король Венгрии и Чехии
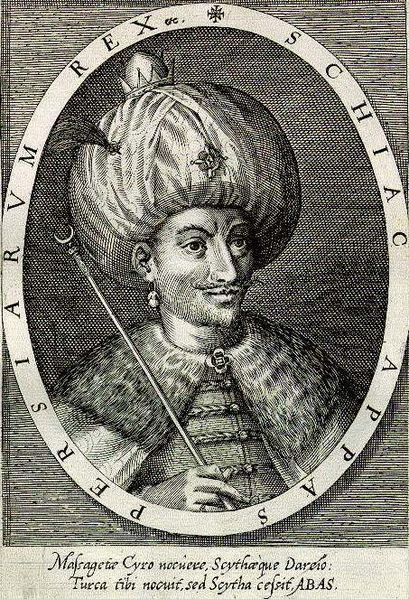
Аббас I Великий 1587-1629 Шахиншах Ирана
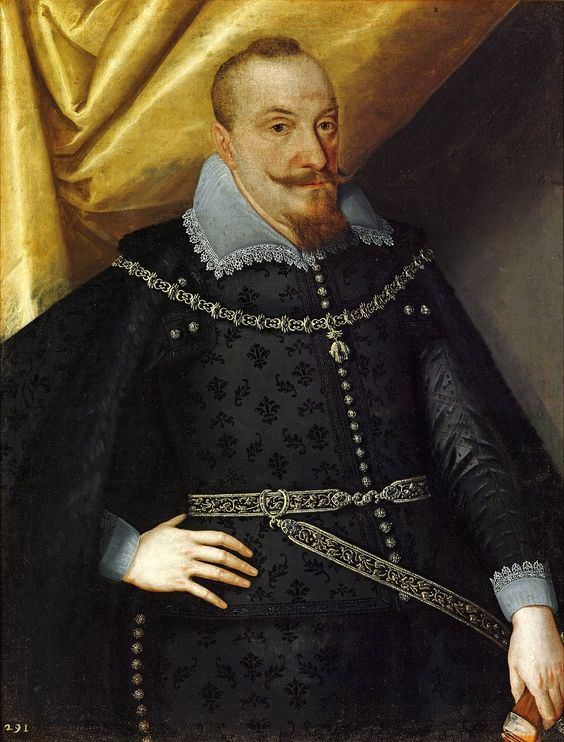
Сигизмунд III Ваза 1587-1632 Король Польши и Великий князь Литовский
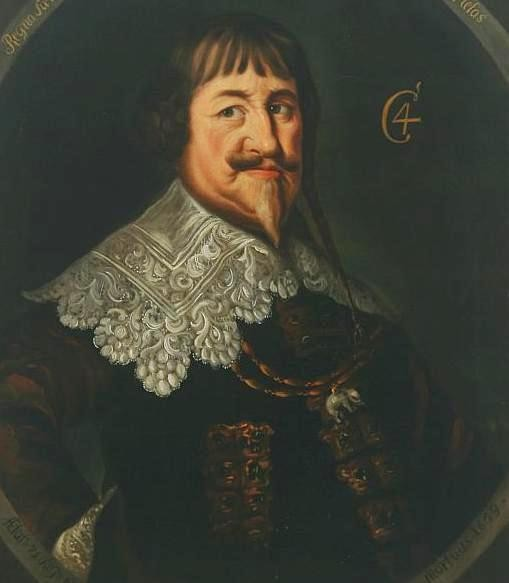
Кристиан IV 1588-1648 Король Дании и Норвегии
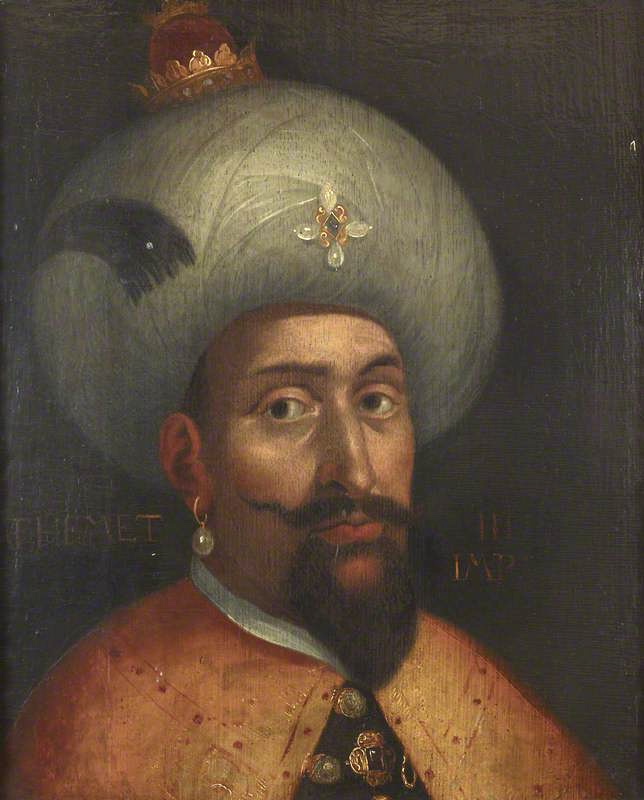
Мехмед III 1595-1603 Османский султан
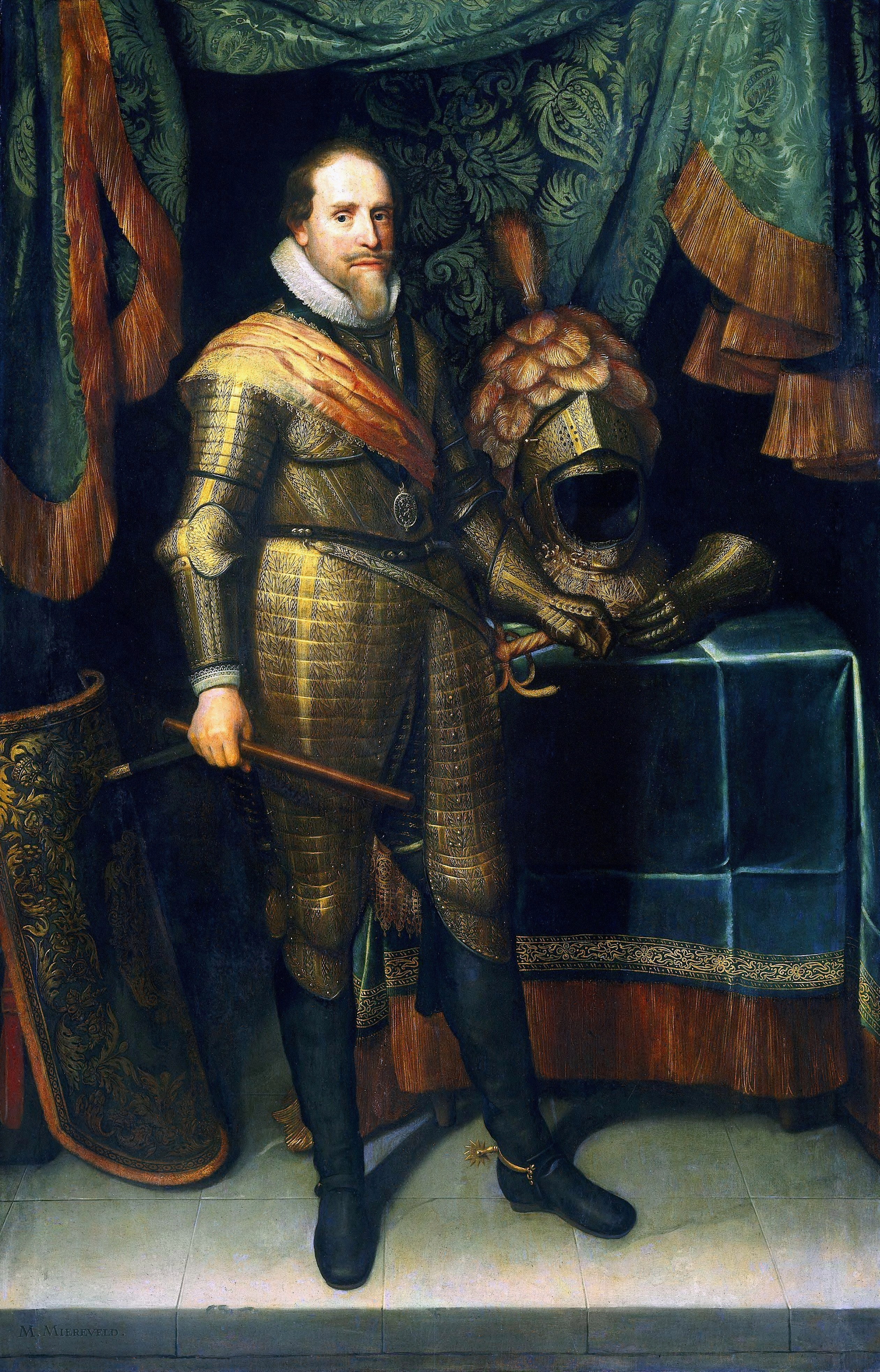
Мориц Оранский 1585-1625 Штатгальтер Нидерландов
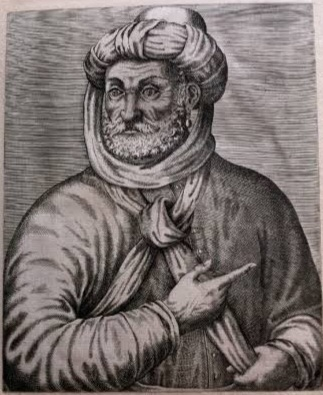
Ахмад II аль-Мансур 1578-1603 Султан Марокко
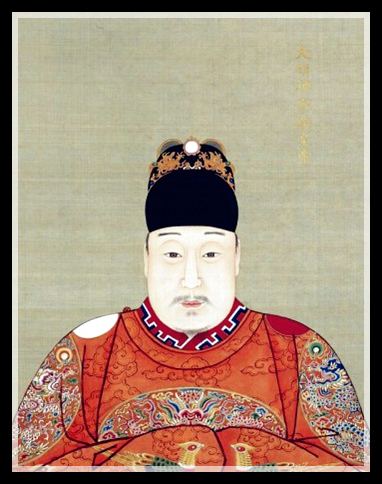
Ваньли 1572-1620 Император Китая
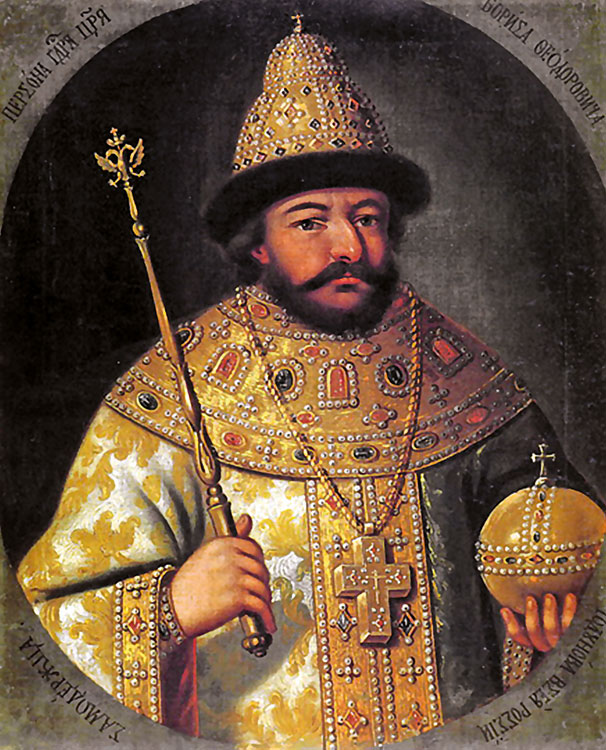
Борис Годунов 1598-1605 Царь всея Руси
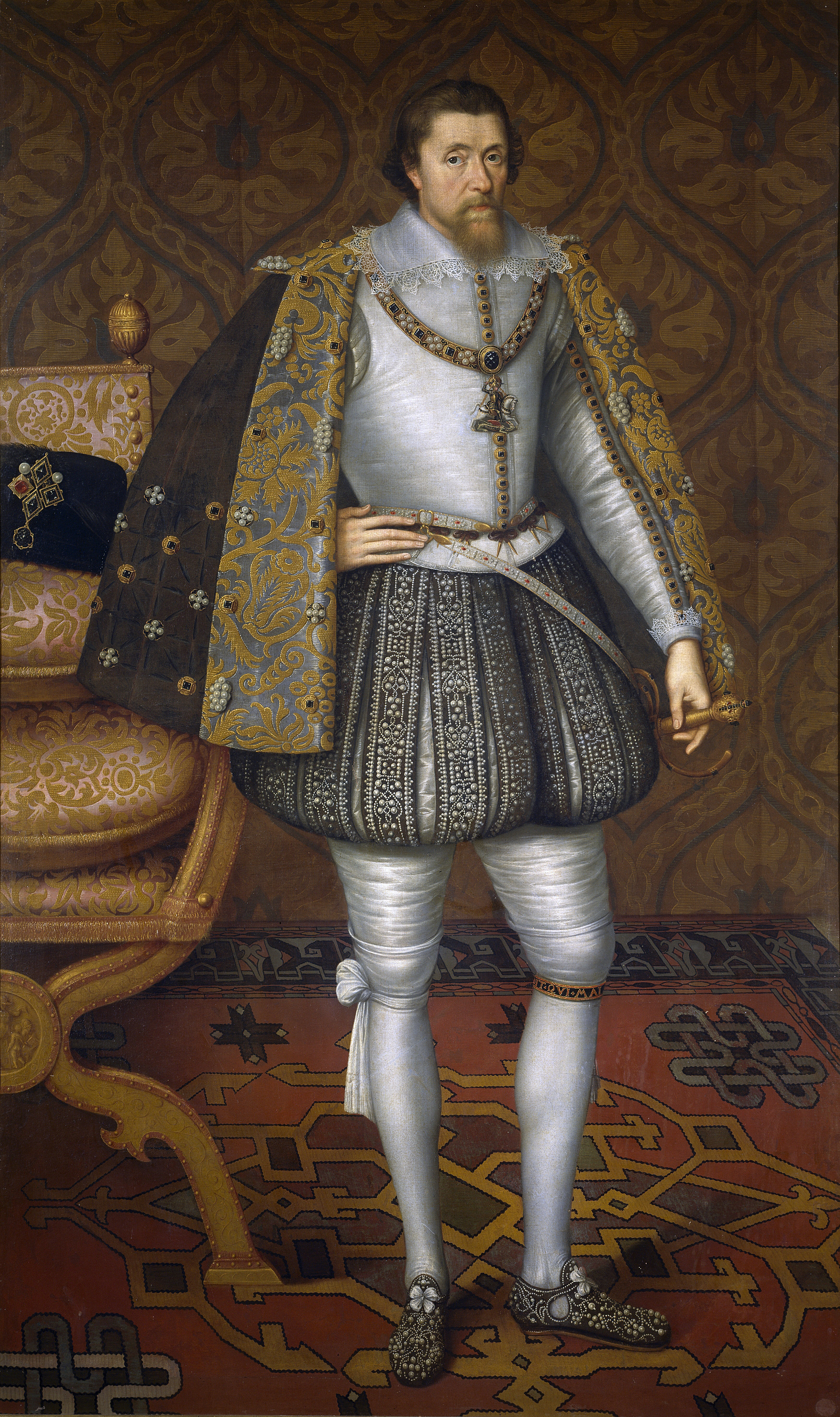
Яков VI Стюарт 1567-1625 Король Шотландии
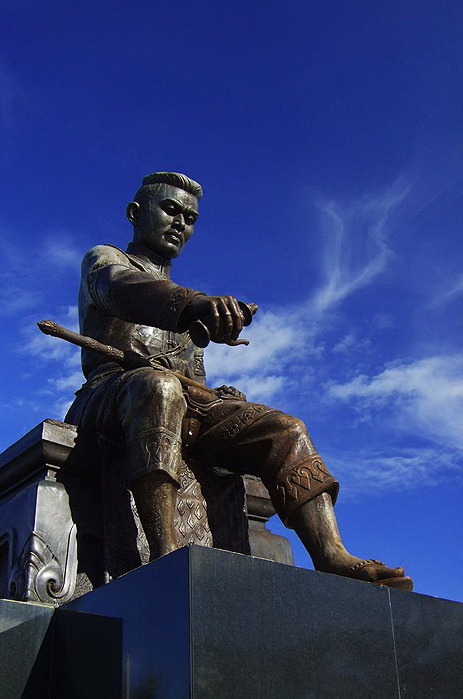
Наресуан 1590-1605 Король Аютии (Сиама)
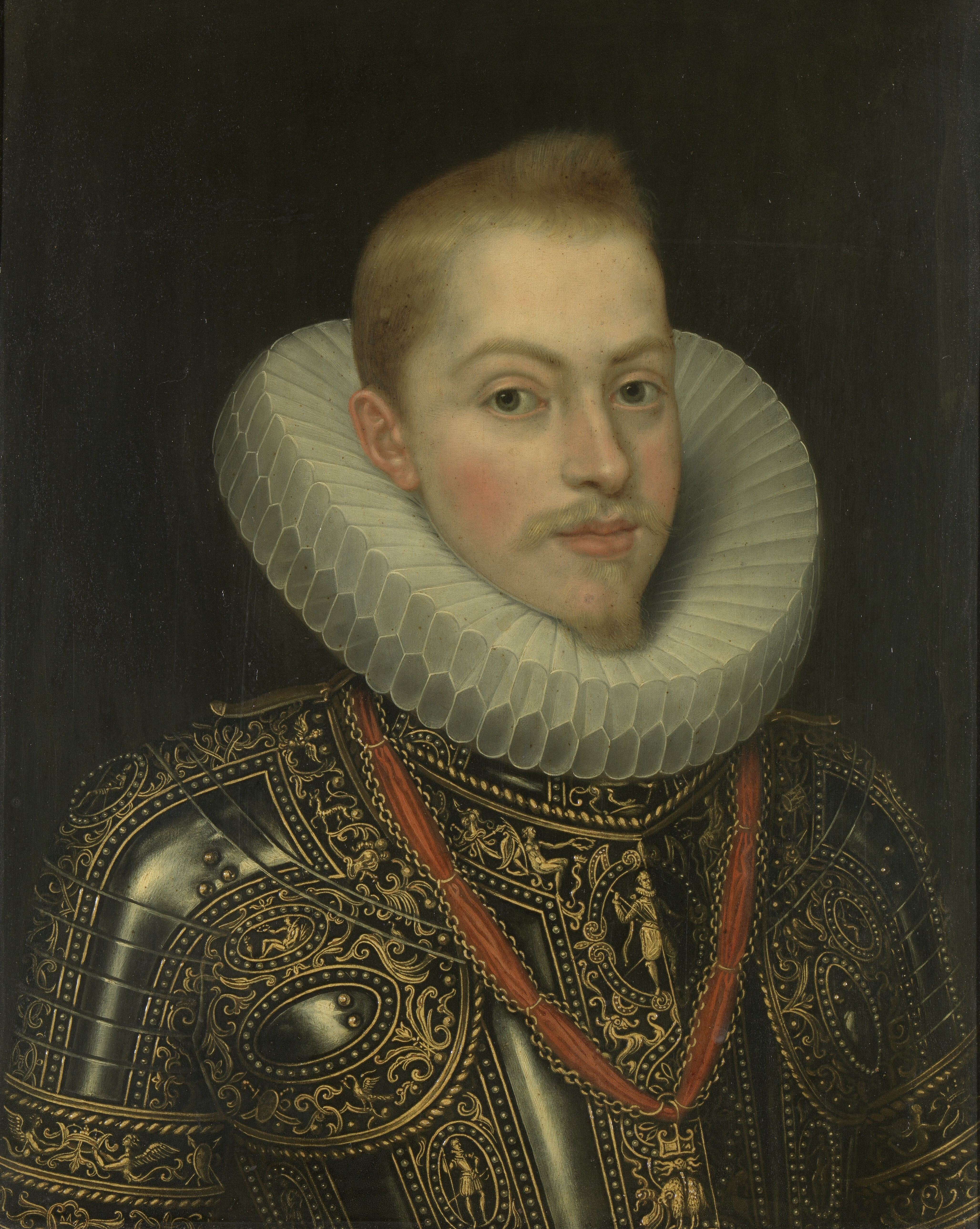
Филипп III 1598-1621 Король Испании и Португалии
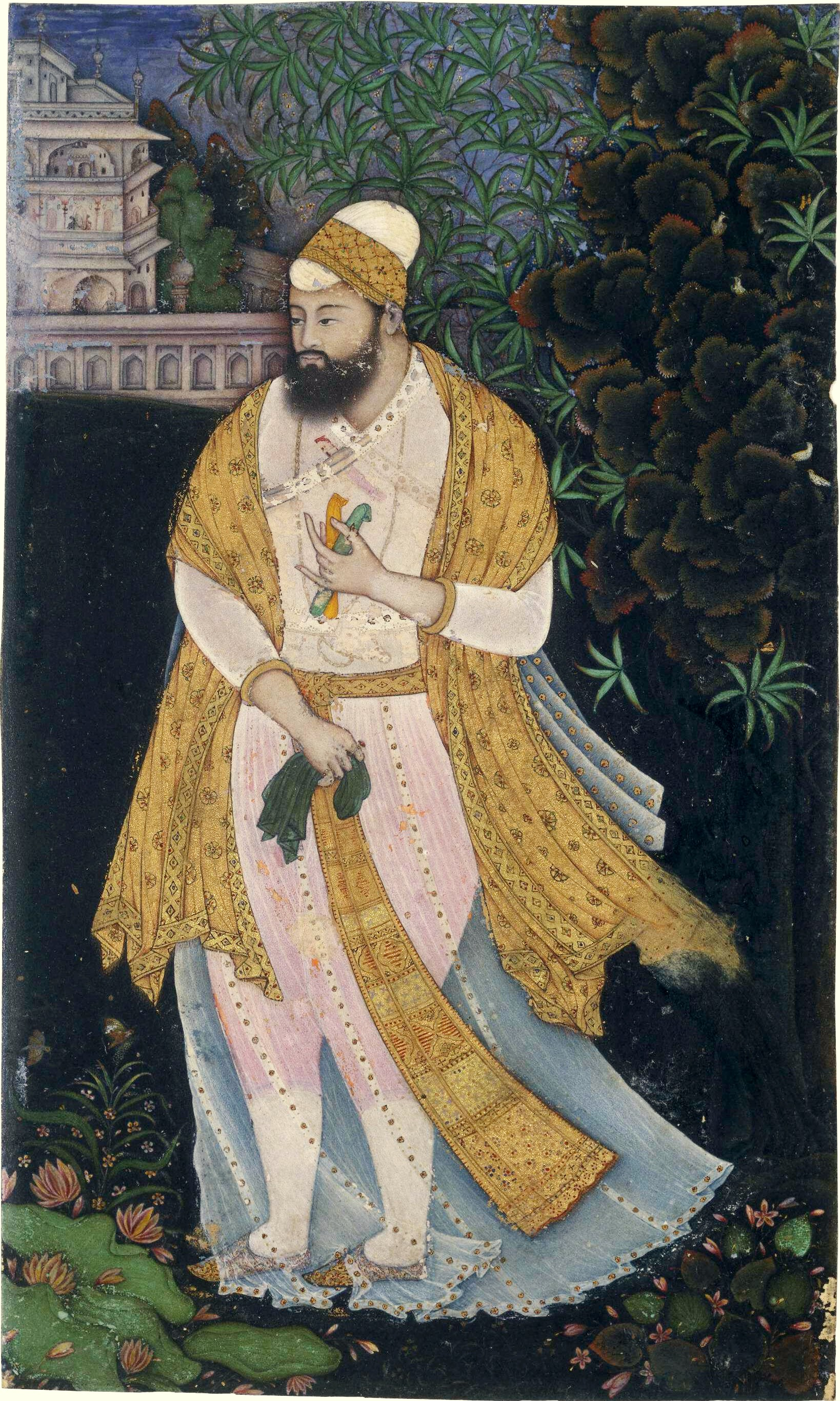
Ибрагим Адил Шах II 1580-1627 Султан Биджапура
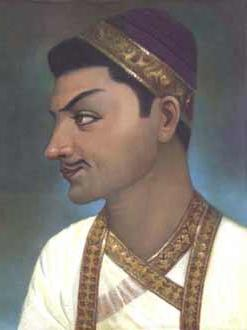
Мухаммад Кули Кутб-шах 1580-1611 Султан Голконды
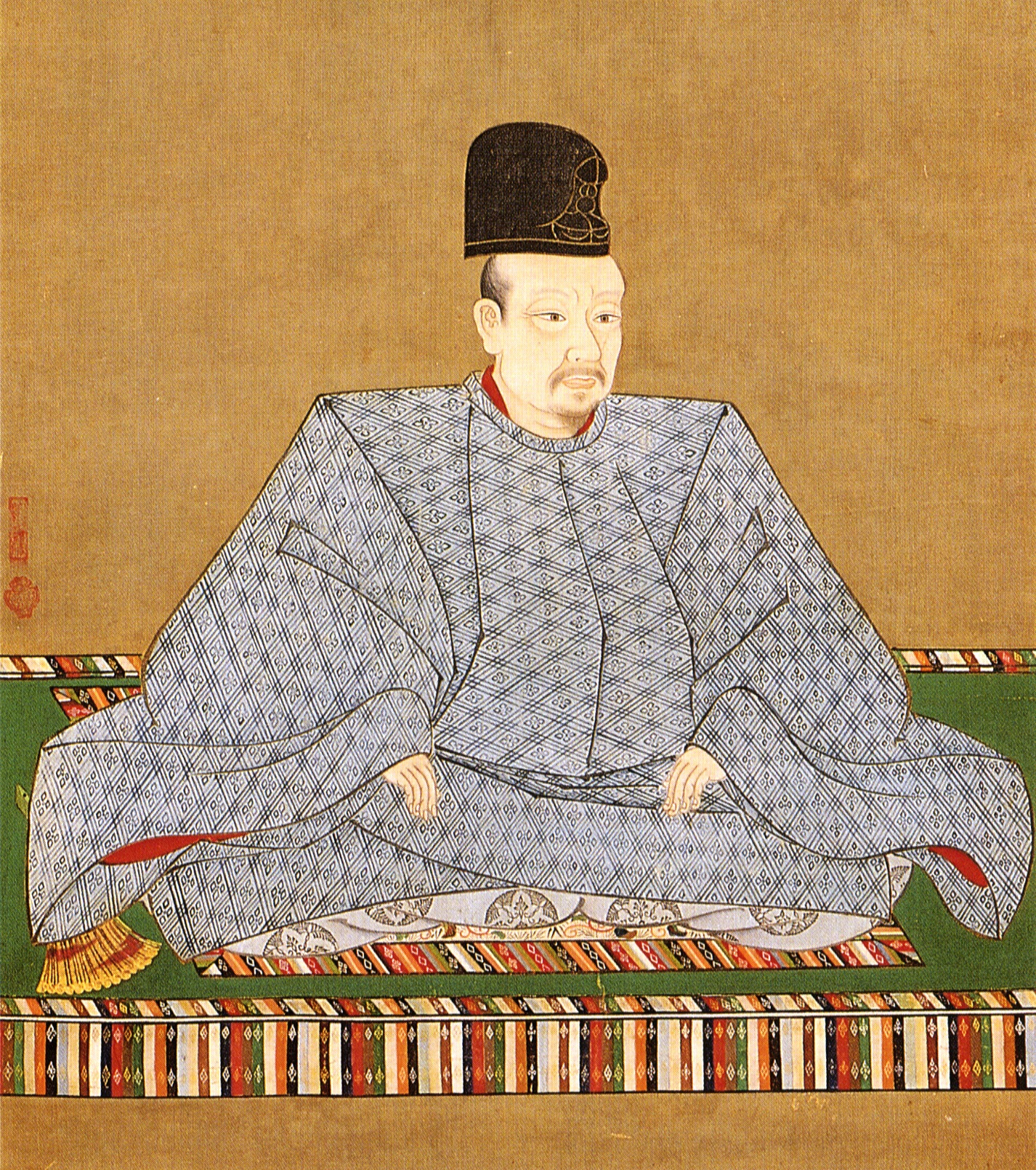
Катахито 1586-1611 Император Японии
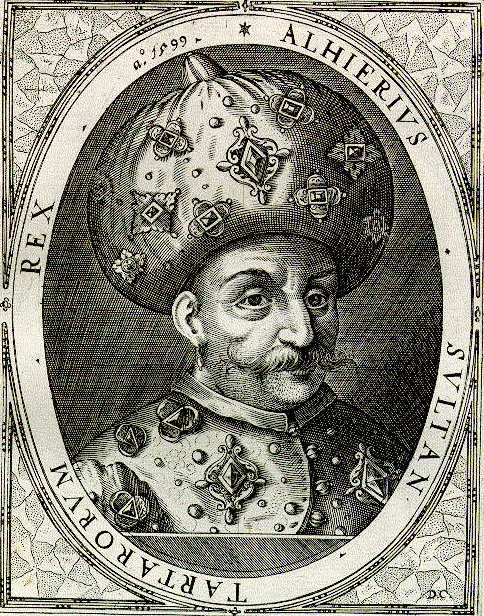
Газы II Герай 1588-1596, 1596-1607 Крымский хан
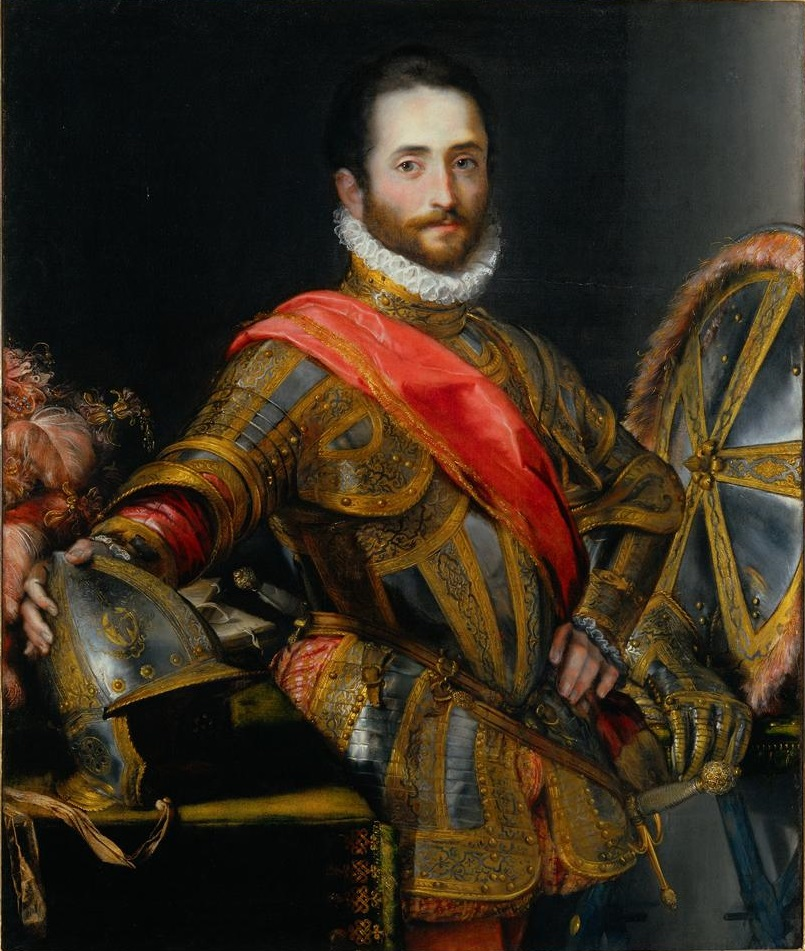
Франческо Мария II делла Ровере 1574-1621, 1623-1631 Герцог Урбино
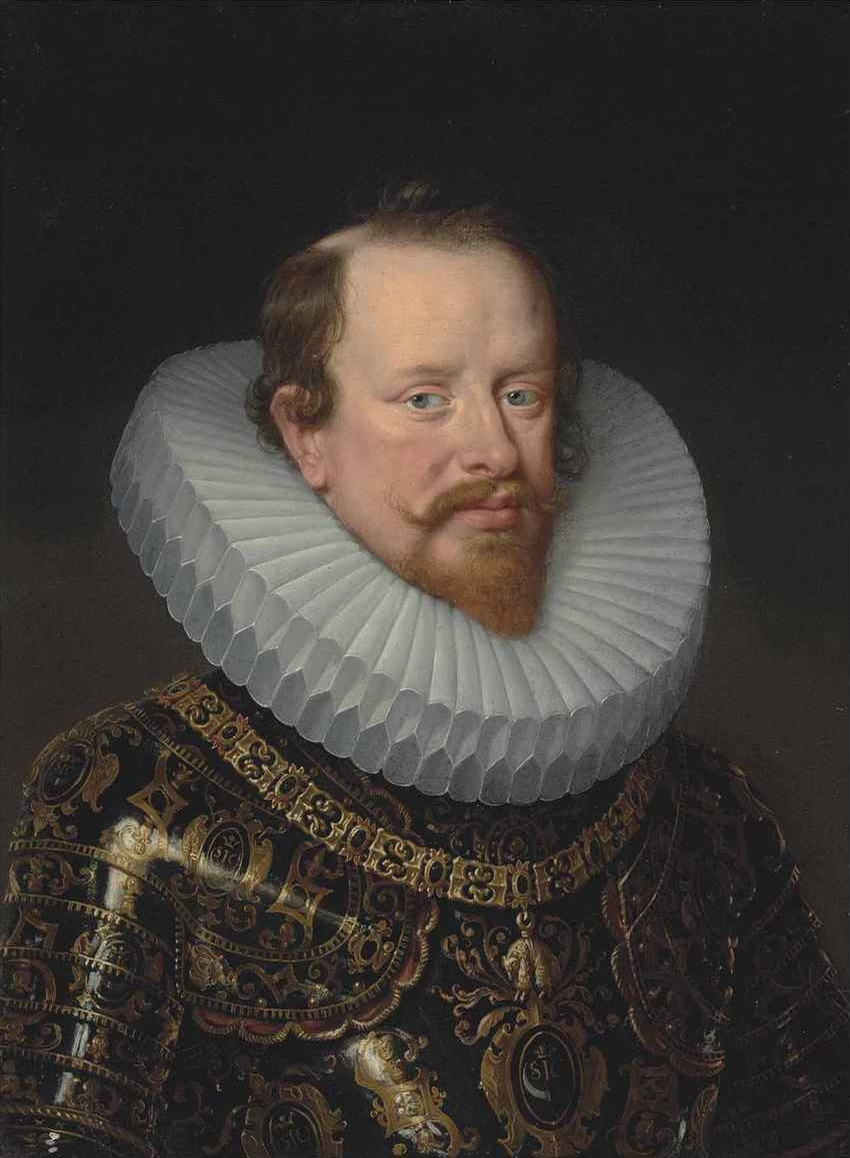
Винченцо I Гонзага 1587-1612 Герцог Мантуи
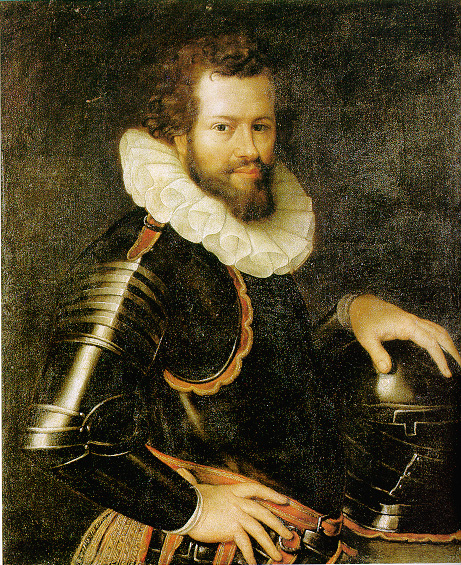
Рануччо I Фарнезе 1592-1622 Герцог Пармский
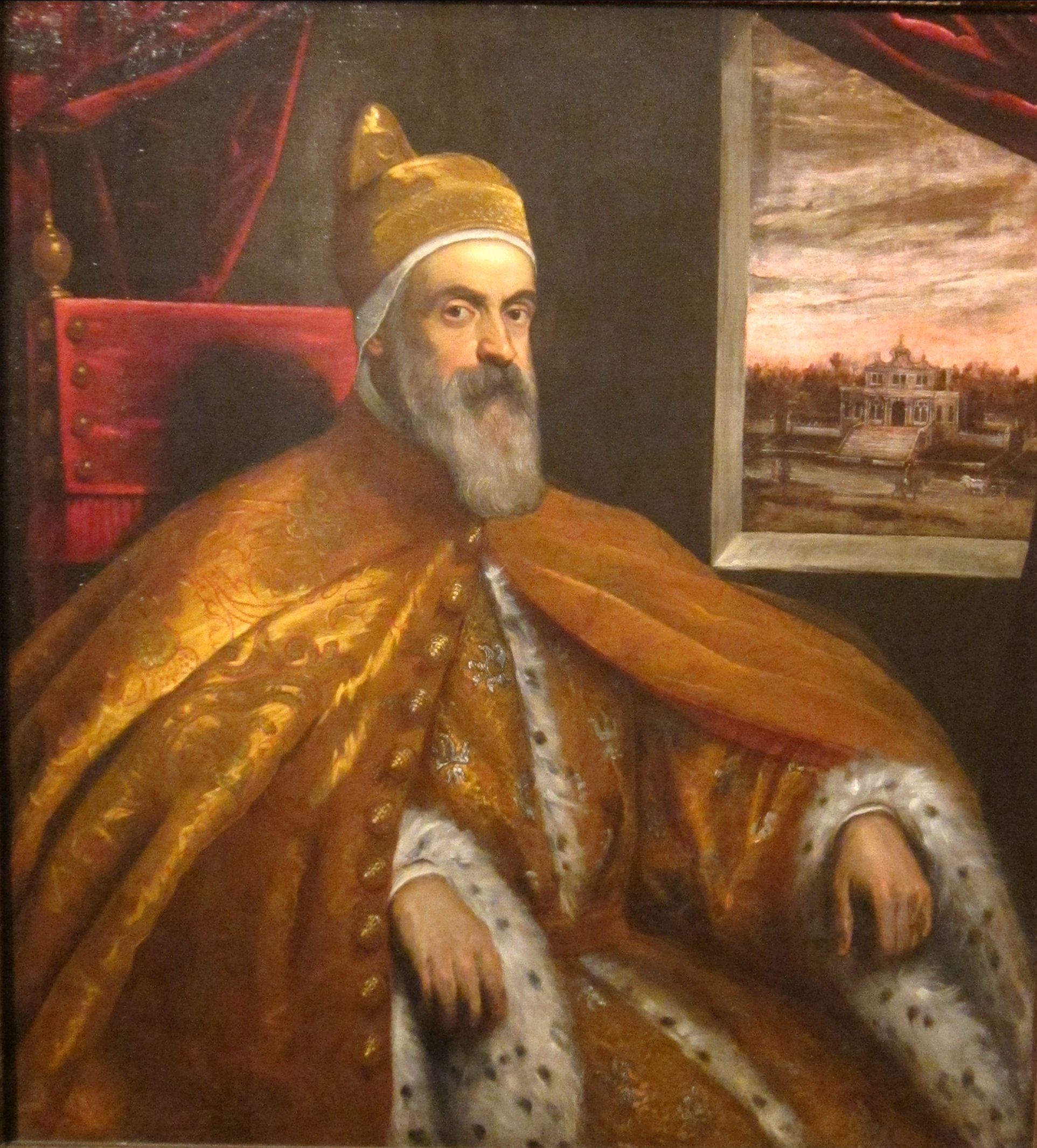
Марино Гримани 1595-1605 Дож Венеции
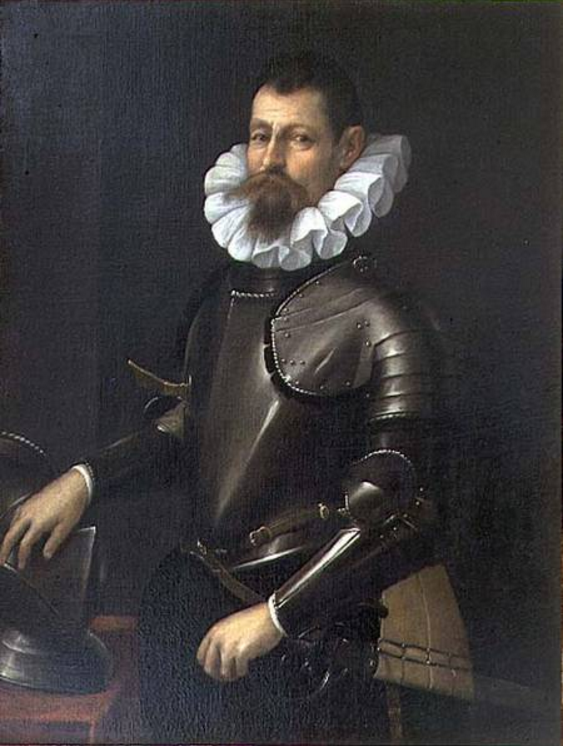
Чезаре д’Эсте 1597-1628 Герцог Модены и Реджо
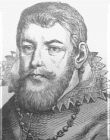
Кристиан II 1591-1611 Курфюрст Саксонский
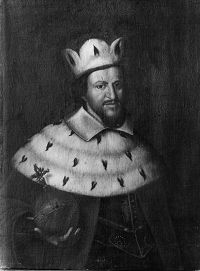
Фридрих IV 1583-1610 Курфюрст Пфальца
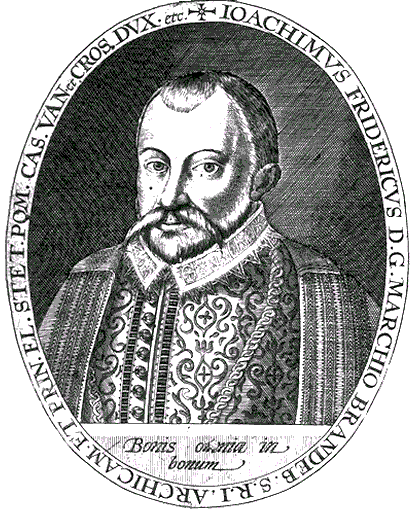
Иоахим III Фридрих 1598-1608 Курфюрст Бранденбурга
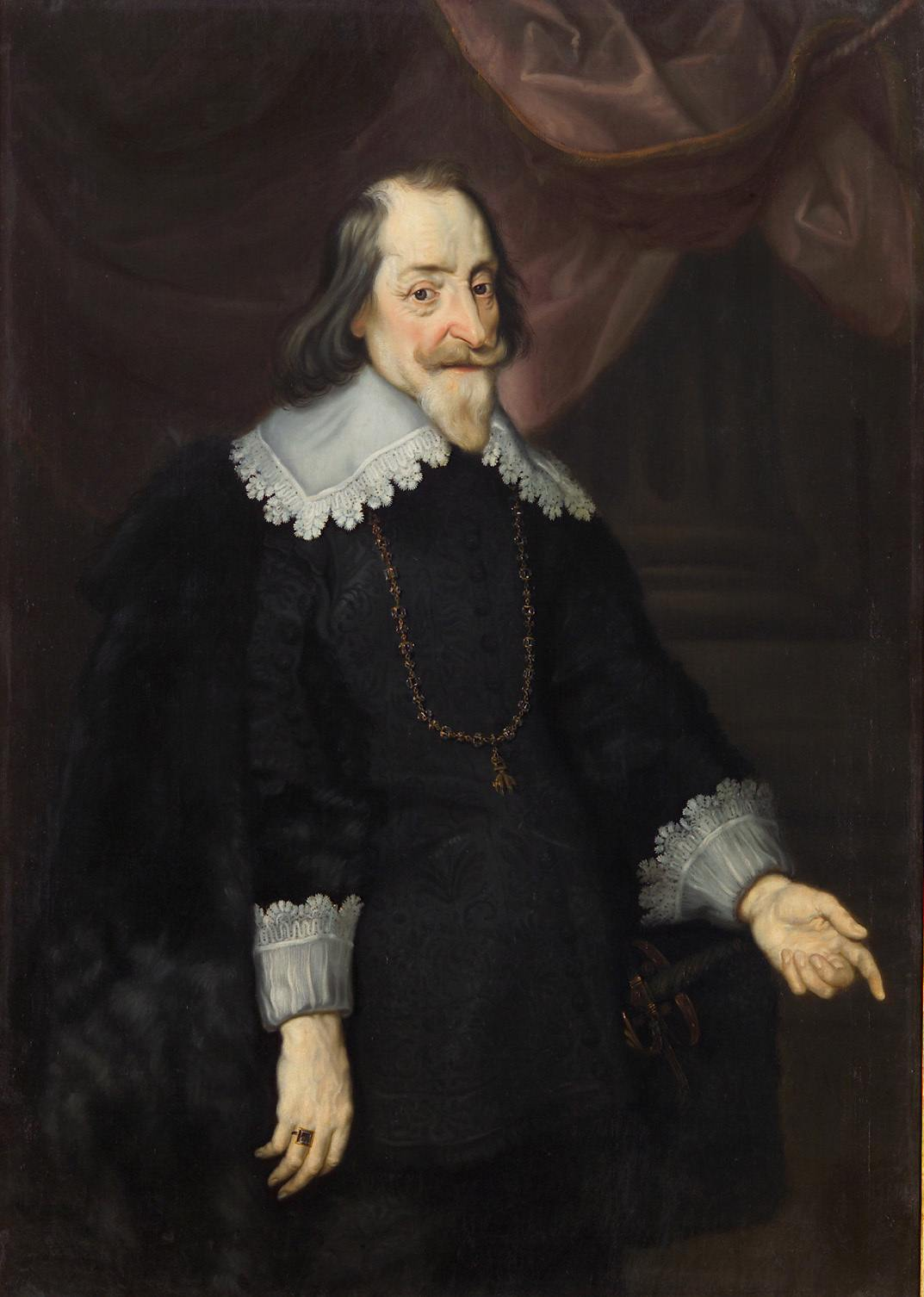
Максимилиан I 1597-1623 Герцог Баварии
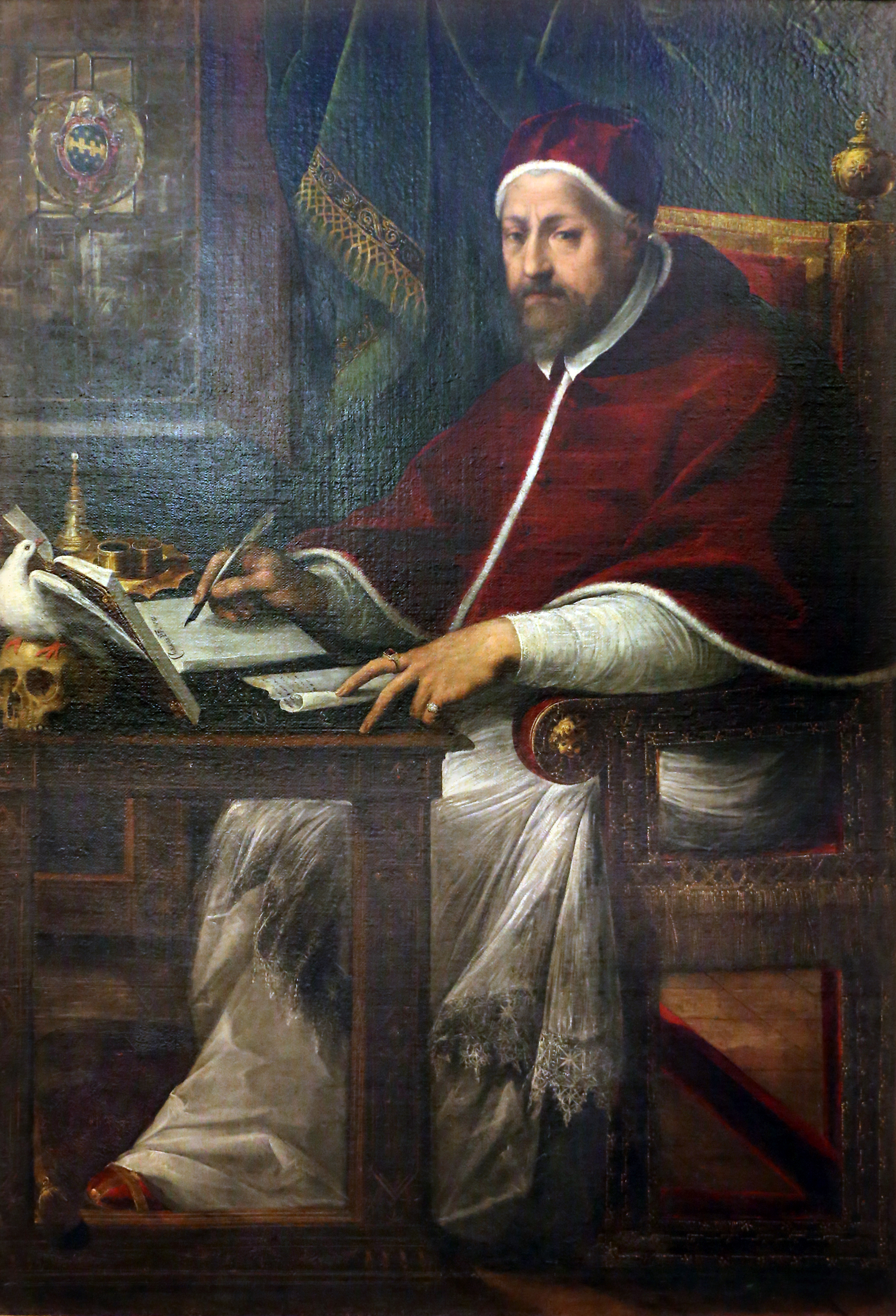
Климент VIII 1592-1605 Папа Римский